# Fond Cani
Fond Cani este un oraș din Dominica.